# Datura (együttes)
A Datura egy olasz dance együttes.  1991-ben Ciro Pagano és Stefano Mazzavillani zenészek alapították (akik korábban a ’80-as évekbeli Gaznevada olasz electro-pop csapat tagjai voltak), illetve a 2000-ben szívrohamban elhunyt DJ Ricci (Riccardo Testoni) és Cirillo (Carlo Andrea Raggi) voltak tagjai. Cirillo az egyik legnépszerűbb olasz DJ, főként Olaszországban, Ibizán, Marokkóban és Angliában lép föl. Az első, "Nu Style" című kislemezt 1991 nyarán adták ki, ezt olyan megaslágerek követték, mint a "Yerba Del Diablo", a Visage "Fade to Grey" című számának a feldolgozása és az "Eternity". Az 1995-ös "Angeli Domini" daluk után DJ Ricci elhagyta a csapatot, hogy más független techno projektekben dolgozhasson. 1997-ben a "Voo-Doo Believe?"-vel a 17. helyet érték el a Hot Dance Club Songs-on. A Datura név egy Yakui törzs által használt hallucinogén növény nevéből származik, amelyet arra használnak, hogy „látomásos utazások” közben találkozhassanak az isteneikkel.

## Fordítás
- Ez a szócikk részben vagy egészben  a   Datura (band) című angol Wikipédia-szócikk ezen változatának fordításán alapul.  Az eredeti cikk szerkesztőit annak laptörténete sorolja fel. Ez a jelzés csupán a megfogalmazás eredetét és a szerzői jogokat jelzi, nem szolgál a cikkben szereplő információk forrásmegjelöléseként.